# Estate punk
Estate punk è un singolo del gruppo musicale italiano Benji & Fede, pubblicato il 27 settembre 2024 come secondo estratto dal quinto album in studio Rewind.

## Descrizione
Il brano, scritto da Federico Rossi, Gabriele Lerna e Michelangelo Vood, è prodotto da Francesco Catitti, in arte Katoo e precede l'uscita dell'album Rewind, in uscita il 25 ottobre 2024.

## Video musicale
Il video musicale, diretto da Marc Lucas, è stato pubblicato in anteprima il 25 settembre 2024 attraverso il canale YouTube del duo musicale.

## Tracce
Testi di Federico Rossi, Gabriele Lerna e Michelangelo Vood, musiche di Francesco Catitti, Gabriele Lerna e Michelangelo Vood.
1. Estate punk – 3:31